# Березовец (приток Яхромы)
Березове́ц (Березовка) — река в Дмитровском районе Московской области России. Правый приток Яхромы.
В настоящее время сливается с ручьём Студенцом и речкой Матусовкой, образуя протоку Старая Яхрома. Далее, протекая по дюкеру под каналом, впадает в Новую Яхрому. До постройки канала имени Москвы река впадала сразу в Яхрому.

## Гидрология
Длина водотока — 8 км. Площадь водосборного бассейна — 18 км².
Долина симметричная, с крутыми склонами, в низовьях реки достигает глубины 2—2,5 м и ширины 7—10 м.

## Притоки
Правым основным притоком реки является ручей Дунайка(ручей Дунаец, площадь водосбора 3,5 км² у деревни Бирлово).
Дунайка проходит через деревню Бирлово возле Матусовского леса, затем спускается с отрогов Клинско-Дмитровской гряды в свою долину. Сейчас Дунайкой также названо СНТ, через которое она бежит. Затем впадает в Березовец.
В 2000-х годах между гаражным кооперативом и предприятием «Окна Роста» устье было засыпано под автостоянку, теперь Дунайка течёт вдоль рельс, периодически затапливая участок с ними, и впадает в Березовец около АЗС.
Ручей Студенец раньше впадал в Березовец. При строительстве Восточной объездной дороги ручей был перенаправлен от Финского посёлка на запад в трубе. Теперь в бывшем устье пожарный водоём у АЗС. Сейчас Студенец впадает в протоку Старая Яхрома севернее Березовца.

## Описание
Исток находится южнее села Борисово (СНТ «Березовец»). Течёт на северо-запад в верхнем течении, образуя Борисовские пруды. Далее мимо деревни Митькино и на запад уже по городу Дмитрову.
На территории Дмитрова протекает через микрорайон Космонавтов. Далее в районе улицы Восточная Объездная дорога Финского посёлка соединяется с притоком Дунайка.
На берегах в районе современных улиц Оборонной и Березовец располагалась Берёзовская слобода.
Далее река проходит под Калязинским мостом на Пушкинской улице. Из-за строительства Восточной объездной дороги мост потерял прежнее значение.
На берегах Березовца — Дмитровский экскаваторный завод, расположенный на холме, который ранее назывался Поклонной горой. Ниже по течению — жилая застройка 1980-х годов на левом берегу (микрорайон Аверьянова) и новостройки 2000-х годов на правом. На пересечении реки с ул. Профессиональной расположена Сретенская церковь (1814), рядом в 2005 году установлены два фонтана, бьющие прямо из реки.
В устье реки за железной дорогой находятся частные дома бывшей Никитской слободы, расположенные на Луговой (Никитской) улице. В слободе располагался Никитский монастырь, представляющий собой «особняк», упразднённый в начале XVIII века и Никитскую (Преображенскую) церковь. Церковь снесли в при прокладке канала имени Москвы.

## История
В 1950-е годы шла интенсивная добыча песка возле села Борисово, что привело к появлению Борисовских прудов в бывших карьерах. Также на берегах притока Дунайки строятся ДДСК и Дмитровское УПП ВОС с подведением к ним железнодорожных веток.
В конце 1960-х — начале 1970-х годов была построена Восточная объездная дорога по долине реки. Русло Березовца было смещено.
В 2004 ГУП «Мосводосток» и ООО «Экология воды» произвели работы по очистке реки и берегоукреплению на участке между ул. Пушкинской и Профессиональной. Было построено 4 пешеходных моста и оборудована в качестве набережной улица Оборонная, проходящая по левому берегу Березовца. Также был сооружён каскад небольших плотин, преобразивших долину реки: сформировавших полноводные участки с медленным течением, заросшие водными растениями, и участки с быстрым течением и меандрирующим по дну долины мелким руслом.
В XVII веке на реке располагались пруды, в которых держалась рыба, поставлявшаяся с Волги и Шексны в Москву к царскому двору.